# Agromyza subantennalis
Agromyza subantennalis este o specie de muște din genul Agromyza, familia Agromyzidae, descrisă de Mitsuhiro Sasakawa în anul 1963. Conform Catalogue of Life specia Agromyza subantennalis nu are subspecii cunoscute.